# 天池龍屬
天池龍屬（意為「天池蜥蜴」）是甲龍下目的一屬恐龍，生存於中侏羅世巴柔期至巴通期，化石發現於中國新疆阜康三工河的頭頓河組地層，位於博格達山北麓。如果天池龍是屬於甲龍科，牠們將會是最早的甲龍科，同時也和中原龍並列為該科唯二不具尾槌的成員。
模式標本曾被非正式地稱為"Jurassosaurus"，以1993年的電影《侏羅紀公園》為名。模式種是明星天池龍（T. nedegoapeferima），由中國古生物學家董枝明於1993年命名，屬名係指距化石發現地十餘公里，座落於博格達山的天池。種小名則是擷取出演《侏羅紀公園》的演員——山姆·尼爾（Sam Neill）、蘿拉·鄧（Laura Dern）、傑夫·高布倫（Jeff Goldblum）、李察·艾登保羅（Richard Attenborough）、鲍勃·佩克（Bob Peck）、馬丁·費雷羅（Martin Ferrero）、阿里納·理查德斯（Ariana Richards）及約瑟夫·梅澤羅（Joseph Mazzello）六人的姓氏，並將其組合而成。
導演史提芬·史匹堡贊助了中國恐龍的研究，並建議使用侏羅龍（"Jurassosaurus"）這個名稱。董枝明最後放棄使用"Jurassosaurus"（現被認為是失效名稱），而正式命名為天池龍，但仍保留種名以紀念那些演員。

## 外部連結
- 恐龍博物館──天池龍